# Tào Song Minh
Tào Song Minh (sinh tháng 8 năm 1929) là Thượng tướng Không quân Quân Giải phóng Nhân dân Trung Quốc (PLAAF). Ông từng giữ chức Tư lệnh Không quân PLA.

## Tiểu sử
Tào Song Minh sinh tháng 8 năm 1929 tại huyện Lâm, tỉnh Hà Nam (nay là thành phố cấp huyện Lâm Châu, tỉnh Hà Nam). Tháng 6 năm 1946, ông nhập ngũ. Tháng 9 năm 1946, ông gia nhập Đảng Cộng sản Trung Quốc. Ông từng tham gia các chiến dịch nổi tiếng như Hoài Hải, Độ Giang và Tây Nam.
Năm 1951, ông học tại Trường Hàng không số 4 Không quân. Năm 1952, ông trở thành phi công Sư đoàn Lực lượng hàng không Không quân. Sau đó, ông đảm nhiệm các vị trí như Trung đội trưởng, Đại đội trưởng, Phó Trung đoàn trưởng và Trung đoàn trưởng. Năm 1953, ông tham gia Chiến tranh Triều Tiên, làm Trung đội trưởng Trung đội bay Không quân, Chí nguyện quân Nhân dân Trung Quốc.
Năm 1965, ông được bổ nhiệm giữ chức Phó Sư đoàn trưởng Sư đoàn 30 rồi Sư đoàn trưởng Sư đoàn 30 Lực lượng hàng không Không quân, đóng quân tại Đại Bảo, Phượng Thành, tỉnh Liêu Ninh. Năm 1970, ông được bổ nhiệm làm Phó Quân đoàn trưởng Quân đoàn 2 Không quân, đóng quân tại Tứ Đạo Câu, Đan Đông.
Năm 1974, ông được bổ nhiệm làm Phó Tư lệnh Không quân Quân khu Thẩm Dương. Năm 1982, ông học tại Trường Đảng Trung ương. Năm 1983, ông được bổ nhiệm giữ chức Tư lệnh Không quân Quân khu Thẩm Dương, thay cho Vương Dục Hoài. Tháng 9 năm 1987, ông được bổ nhiệm làm Ủy viên Thường vụ Đảng ủy Quân khu, Phó Tư lệnh Quân khu kiêm Phó Bí thư Đảng ủy Không quân Quân khu, Tư lệnh Không quân Quân khu Thẩm Dương.
Tháng 11 năm 1992, ông được bổ nhiệm giữ chức Phó Bí thư Đảng ủy, Tư lệnh Không quân PLA. Tháng 10 năm 1994, Vu Chấn Vũ thay Tào Song Minh làm Tư lệnh mới của Không quân PLA.
Tháng 3 năm 1998 đến tháng 3 năm 2003, ông đảm nhiệm vị trí Ủy viên Ủy ban Nông nghiệp và Nông thôn của Quốc hội khóa IX.
Ông là Ủy viên Ban Chấp hành Trung ương Đảng Cộng sản Trung Quốc khóa XIV. Ông cũng là đại biểu Quốc hội khóa VII (1988-1993), khóa VIII (1993-1998) và khóa IX (1998-2003).

## Lịch sử thụ phong quân hàm
| Quân hàm |             |              |  |  |  |  |  |  |  |  |  |
| Cấp bậc  | Trung tướng | Thượng tướng |  |  |  |  |  |  |  |  |  |
|          |             |              |  |  |  |  |  |  |  |  |  |